# Сіль і хліб
«Сіль і хліб» — радянський двосерійний художній фільм з двох новел 1977 року, знятий режисерами Лаврентієм Соном і Амангельди Тажбаєвим на кіностудії «Казахфільм».

## Сюжет
Фільм складається з двох новел: «Сіль» (за мотивами оповідання С. Бєгаліна «Мустафа») і «Хліб» (за мотивами однойменного оповідання С. Муратбекова).

## У ролях
- Сарсен Баймуханов — Мустафа (дубляж: Валентин Грачов)
- Жанна Керімтаєва — Карагоз (дубляж: Галина Орлова)
- Шаймерден Хакімжанов — Джандар (дубляж: Костянтин Тиртов)
- Аміна Умурзакова — Байбіше (дубляж: Людмила Іванова)
- Жанас Іскаков — джигіт (дубляж: Євген Герасимов)
- Торша Жабаєв — Мустафа (дубляж: Андрій Тарасов)
- А. Арисбаєва — Рисжан (дубляж: Антоніна Кончакова)
- Дімаш Ахімов — Толеп (дубляж: Микола Пеньков)
- Нуржуман Іхтимбаєв — роль другого плану
- Гульнара Єралієва — Асія (дубляж: Юліана Бугайова)
- Турсун Куралієв — Ноян (дубляж: Олексій Панькин)
- Нурлибай Єсімгалієв — агроном
- Газіза Абдінабієва — Жамал (дубляж: Неллі Пянтковська)
- Умірзак Асилбеков — роль другого плану (дубляж: Владислав Баландін)
- Тамара Косубаєва — Раш (дубляж: Ніна Зорська)
- Жаксибек Курманбеков — Селебез (дубляж: Валентин Грачов)

## Знімальна група
- Режисери — Лаврентій Сон, Амангельди Тажбаєв
- Сценаристи — Лаврентій Сон, Амангельди Тажбаєв, Леонард Толстой
- Оператори — Олександр Нілов, Рафік Карімов
- Композитори — Нургіса Тлендієв, Єскендір Хасангалієв
- Художник — Юрій Вайншток